# Трета аматьорска футболна лига
Трета аматьорска футболна лига (накратко Трета лига, официално ELITBET Трета лига поради спонсорски договор) е третото ниво на футбола в България, организиран от Българския футболен съюз и Аматьорската футболна лига. Тя включва четири дивизии, разделени на географски принцип.

## Регламент
Всяка от четирите Трети аматьорски футболни лиги (ТАФЛ) трябва да включва по 20 отбора. По различни причини отделните групи включват различен брой отбори. Победителят от всяка група се класира директно за Втора професионална футболна лига. Изпадащите отбори от ТАФЛ продължават участието си в Областните аматьорски футболни групи.

### Североизточна аматьорска футболна лига
През сезон 2025/2026 в Североизточна „В“ Аматьорска футболна група се състезават следните 16 отбора:
- Септември Тервел
- Черноломец
- Шумен
- Черноморец (Балчик)
- Лудогорец III
- Черно море II
- Спартак Варна II
- Аксаково
- Доростол Силистра
- Бенковски Исперих
- Устрем (Дончево)
- Рилци Добрич
- Светкавица Търговище
- Ботев Нови Пазар
- Фратрия II
- Олимпик (Варна)

### Северозападна аматьорска футболна лига
През сезон 2025/2026 в Северозападна „В“ Аматьорска футболна група се състезават следните 14 отбора:
- Ловеч
- Академик Свищов
- Вихър Славяново
- Павликени
- Бдин Видин
- Янтра Полски Тръмбеш
- Локомотив Мездра
- Левски (Левски)
- Партизан Червен бряг
- Етър Велико Търново II
- Ком Берковица
- Ювентус (Малчика)
- Троян 2025 (Троян)

### Югозападна аматьорска футболна лига
През 2025/2026 в Югозападна „В“ Аматьорска футболна група се състезават следните 18 отбора:
- Струмска слава Радомир
- Кюстендил
- Оборище Панагюрище
- Рилски спортист Самоков
- Банско
- Балкан Ботевград
- Пирин Разлог
- Септември Симитли
- Витоша Бистрица
- Септември София II
- Левски София II
- Пирин Гоце Делчев
- ЦСКА София III
- Ботев Ихтиман
- Сливнишки герой Сливница
- Славия 1913 II
- Германея Сапарева баня
- Костинброд

### Югоизточна аматьорска футболна лига
През сезон 2025/2026 в Югоизточна „В“ Аматьорска футболна група се състезават следните 20 отбора:
- Несебър
- Спартак Пловдив
- Ямбол
- Марица Пловдив
- Загорец Нова Загора
- Розова долина Казанлък
- Гигант Съединение
- Марица Милево
- Свиленград
- Локомотив 1926 Пловдив II
- Хасково
- Атлетик Куклен
- Созопол
- Секирово
- Димитровград
- Родопа Смолян
- Левски Карлово
- Асеновец Асеновград
- Нефтохимик Бургас
- Раковски